# Corneel De Bye
Corneel De Bye (Elverdinge, 1 oktober 1727 – Werden in Gelderland, 11 augustus 1801) was een Zuid-Nederlands jezuïet en bollandist.

## Levensloop
De Bye trad in 1745 in bij de jezuïeten en studeerde wijsbegeerte en wiskunde. Hij werd leraar in de jezuïetencolleges van Antwerpen, Brugge en Ieper. Hij ging vervolgens theologie studeren in Leuven en na afloop hiervan werd hij lid van de bollandisten. Hij werkte mee aan de redactie van verschillende delen van de Acta Sanctorum.
In 1773 werd de jezuïetenorde afgeschaft, maar De Bye bleef samen met andere bollandisten hun geleerde werkzaamheden verder zetten, niet zonder moeilijkheden. De bollandisten verhuisden van Antwerpen naar het klooster van Koudenberg in Brussel, maar in 1788 werden ook zij opgeheven door een beslissing van de regering van de Oostenrijkse Nederlanden. De omvangrijke archieven, bronnenmateriaal en bibliotheek kregen de abdij van Tongerlo als bergplaats aangeduid. De Bye kon mee naar daar verhuizen, als secretaris, maar hij weigerde. Er werd toch nog verder gewerkt, zodat zelfs in 1794 een 53e boekdeel van de Acta Sanctorum het daglicht zag. Later dat jaar werden de Zuidelijke Nederlanden ingelijfd in de Franse republiek en De Bye vluchtte naar een dorp in Gelderland, waar hij overleed.

## Publicaties
- Antwoord van den oudsten der Bollandisten op de brief van de heer Des Roches, 1781.
- Repliek van den oudsten der Bollandisten op de brief van de heer Des Roches, 1781.